# Syzeuctus aequatorialis
Syzeuctus aequatorialis là một loài tò vò trong họ Ichneumonidae.